# Friedrich Kasiski
Friedrich Wilhelm Kasiski (29 de novembre de 1805 − 22 de maig de 1881) va ser oficial d'infanteria a les forces armades prussianes, criptògraf i arqueòleg. Se sap que Kasiski va néixer a Schlochau, a l'oest de Prússia (ara Czluchow, Polònia).

## Biografia

### Servei militar
Kasiski es va allistar en el 33º regiment d'infanteria de l'est de Prússia el 20 de març de 1823 als 17 anys. El maig de 1824 va ascendir al grau militar de sergent, i vuit mesos després a segon tinent (febrer de 1825). No va ser fins a l'any 1839, catorze anys després, que va aconseguir ser tinent capità. El 17 de febrer de l'any 1852 s'acabaria retirant.
Entre l'any 1860 i el 1868 faria de comandant de batalló a la guàrdia nacional prussiana.

### Criptografia
L'any 1863, Kasiski publica un llibre sobre criptografia de 95 pàgines, Die Geheimschriften und die Dechiffrierkunst (L'escriptura secreta i l'art del desxifrat). Aquesta va ser la primera publicació sobre criptoanàlisi aplicat als xifrats polialfabètics, especialment al xifratge de Vigenère (encara que Charles Babbage l'havia desxifrat abans). El mètode es basava en l'anàlisi de fragments repetits en el text dins el text xifrat. Aquesta anàlisi permetia conèixer la longitud de la clau feta servir en aquell xifrat concret. Aquest mètode es coneix actualment com a mètode Kasiski.
La importància del treball criptoanalític de Kasiski no va ser valorada aleshores, cosa que va fer que se centrés en l'arqueologia. Va passar els últims anys de vida a Neustettin (Szczecinek); la 11ª edició de l'Enciclopèdia Britànica cita en un article escolar a Kasiski en l'entrada sobre la seva ciutat. L'historiador David Kahn anota «Kasiski mor el 22 de maig de 1881, quasi segurament sense saber que havia iniciat una revolució en la criptografia».